# Eriocaulon nanum
Eriocaulon nanum är en gräsväxtart som beskrevs av Robert Brown. Eriocaulon nanum ingår i släktet Eriocaulon och familjen Eriocaulaceae. Inga underarter finns listade i Catalogue of Life.